# Nossa Senhora do Sagrado Coração (diaconia)
Nossa Senhora do Sagrado Coração (em latim, Dominae Nostrae a Sacro Corde in Circo Agonali) é uma diaconia instituída em 5 de fevereiro de 1965, pelo Papa Paulo VI, pela constituição apostólica Sollicitudo omnium Ecclesiarum. Sua igreja titular é Nostra Signora del Sacro Cuore.

## Titulares protetores
- Cesare Zerba, título pro illa vice (1965-1973)
- Mario Luigi Ciappi, O.P. (1977-1987)
- José Saraiva Martins, C.M.F. (2001-2009)
- Kurt Koch (2010-2021), título pro hac vice (desde 2021)